# Perdita maculigera
Perdita maculigera är en biart som beskrevs av Cockerell 1896. Perdita maculigera ingår i släktet Perdita och familjen grävbin. Inga underarter finns listade i Catalogue of Life.